# Meister des Riedener Altars
Als Meister des Riedener Altars wird ein namentlich nicht bekannter gotischer Maler bezeichnet, der im dritten Viertel des 15. Jahrhunderts in Bayerisch-Schwaben, eventuell in Kempten, Memmingen oder auch im Kloster Ottobeuren tätig war. Der Meister erhielt seinen Notnamen nach einem von ihm um 1470 geschaffenen Altar, der sich bis 1812 in der Marienkirche in Rieden am Forggensee befand. Dieses in der Kunsthistorik als Riedener Altar bekannte Werk ist heute in der Staatsgalerie des Hohen Schlosses in Füssen zu sehen. Der frühe Stil des Meisters zeigt den Einfluss der Tradition seiner Vorgänger in der Region, wie auch den Einfluss französischer Buchmalerei seiner Zeit, deren Stil auch noch in den ihm als spätere Werke zugeschriebenen Bildern wie der Günzburger Verkündigstafel zu finden ist.
Ihm werden neun 1470/80 wohl für die Klosterkirche des Franziskanerinnen-Klosters Kaufbeuren geschaffene Tafelbilder zugeschrieben, die sich heute in der Kirche „Coena Domini“ des Herzoglichen Georgianums in München befinden. Die Tafeln sind in je zwei Bildfelder unterteilt, von denen das untere eine Darstellung einer Szene des Kreuzwegs und die oberen Bildfelder der sieben mittleren Tafeln eine symbolische stilisierte Darstellung einer der sieben römischen Hauptkirchen und des zu ihr gehörenden Schutzpatrons enthält, die oberen Bildfelder der beiden rahmenden Tafeln zeigen andere Szenen. Einige dem Meister ebenfalls durch Stilvergleich weiter zugeschriebene Werke finden sich im Diözesan-Museum in Rottenburg am Neckar.